# Chuyển động không đều
Chuyển động không đều là một loại chuyển động có hướng thay đổi liên tục. Thí dụ như chuyển động thẳng không đều, chuyển động hình cong parabol của vật rơi tự do, chuyển động quay.

## Chuyển động thẳng không đều
-Nếu mọi chuyển động thẳng không đều có thể biểu diễn bằng tổng của nhiều chuyển động thẳng đều thì gia tốc của chuyển động thẳng không đều có thể tính bằng công thức sau:
{\displaystyle v=V(t)}
{\displaystyle t=t}
{\displaystyle a(t)={\frac {dV(t)}{dt}}}
{\displaystyle s(t)=\int V(t)dt}
{\displaystyle F(t)=m{\frac {dV(t)}{dt}}}
{\displaystyle W(t)=F\int V(t)dt}
{\displaystyle E(t)={\frac {F}{t}}\int V(t)dt}

## Chuyển động tròn
{\displaystyle {\vec {v}}=\lim _{t\to t_{0}}{{{\vec {r}}-{\vec {r}}_{0}} \over {t-t_{0}}}=\lim _{\Delta t\to 0}{\Delta {\vec {r}} \over \Delta t}}
{\displaystyle {\vec {v}}={\frac {d{\vec {r}}}{dt}}}